# Нобелівська премія миру
Но́белівська пре́мія ми́ру (Скандинавськими мовами: Nobels fredspris) — одна з шести Нобелівських премій, що була заповідана шведським промисловцем і винахідником Альфредом Нобелем.
Відповідно до волі Нобеля, премію миру слід присуджувати тому, хто:
| Ліві лапки | ... зробить найбільший, або найкращий внесок в дружні стосунки між націями; в скасування, або скорочення армій, що існують, та в проведення, або агітацію мирних з'їздів | Праві лапки |

Заповіт Альфреда Нобеля також велів, щоб премію присуджував Норвезький Нобелівський комітет із п'яти осіб, який має обирати норвезький парламент.
Досі не зрозуміло, чому Нобель обрав місцем присудження премії саме Норвегію, що була в унії зі Швецією на час смерті Нобеля. Норвезький Нобелівський комітет удався до припущення, що Нобель міг уважати Норвегію придатнішою країною для вручення премії, оскільки вона історично не мала таких військових традицій як Швеція.

## Номінація

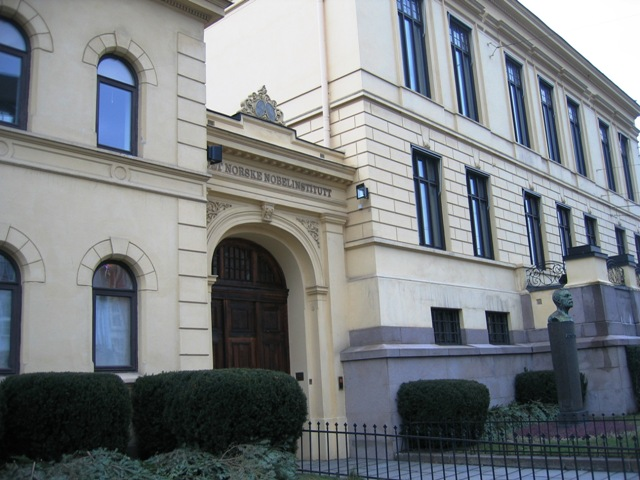
Інститут Нобеля в Осло, Норвегія

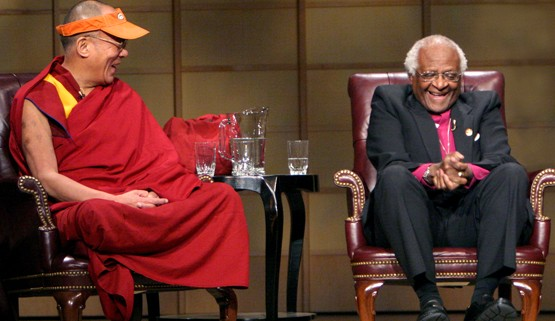
Далай-лама XIV та Десмонд Туту, Лауреати Нобелівської Премії миру

Щороку Норвезький Нобелівський комітет запрошує конкретних кваліфікованих людей для представлення номінацій на Нобелівську премію миру. Статут Фундації Нобеля визначає осіб, що мають право висувати номінації на Нобелівську премію миру. Це:
1. чинні й колишні члени норвезького Нобелівського комітету, а також радники, призначені Нобелівським інститутом;
2. члени національних парламентів й урядів різних країн, а також члени Міжпарламентського союзу;
3. члени Міжнародного арбітражного суду в Гаазі;
4. члени комісії постійного міжнародного бюро з питань миру;
5. члени й асоційовані члени Детройтського міжнародного інституту;
6. професори університетів в області політичних наук, юриспруденції, історії та філософії;
7. лауреати Нобелівських премій миру.

Номінації зазвичай повинні бути подані до 1 лютого року присудження. Номінації, які присуджують члени Комітету можуть подаватись і після цього останнього терміну, але не пізніше ніж до першого зібрання Комітету.
У 2009 році було зібрано рекордних 209 номінацій. Статут Нобеля не дозволяє розповсюдження інформації щодо номінацій, припущень та розслідувань стосовно присудження Премії щонайменше 50 років після того, як Премію було присуджено. За цей час багато осіб стали відомими як «Номінанти на Нобелівську премію миру», але ці твердження не мають ніякого офіційного підтвердження. Щоправда, номінанти з 1901 по 1956 роки були опубліковані. Коли їх опублікували, стало відомо, що Адольф Гітлер був номінований у 1939 році Еріком Брандтом, членом шведського парламенту. Брандт ніяк не наполягав на серйозному розгляді своєї номінації, та подав її в протест на номінацію Невілла Чемберлена. Брандт відмовився від номінації через кілька днів. Інші непопулярні номінанти включали Йосипа Сталіна та Беніто Муссоліні. Щоправда, оскільки для номінації достатньо подання лише однієї особи, номінації не завжди представляють думку Нобелівського комітету.

## Вручення премії
Голова Норвезького Нобелівського Комітету вручає Нобелівську премію миру в присутності короля Норвегії 10 грудня щороку (річниця смерті Нобеля). Премія миру — єдина Нобелівська премія, що вручається не в Стокгольмі. Нобелівський лауреат одержує диплом, медаль, та документ, що затверджує розмір премії. Церемонія вручення Нобелівської премії миру проводиться в будинку мерії Осло. Наступного дня проводиться Нобелівський концерт, що транслюється у понад 150 країнах світу. Концерт отримав всесвітню славу, в ньому беруть участь видатні гості та виконавці.

## Список лауреатів
Премію присуджують із 1901 року. Першими лауреатами були Жан Анрі Дюнан та Фредерік Пассі. Не присуджували Нобелівську премію миру у 1914–1916, 1918, 1923–1924, 1928, 1932, 1939–1943, 1955–1956, 1966–1967 та 1972 роках.